# Шушенський район
Шушенський район (рос. Шушенский район) — адміністративна одиниця та муніципальне утворення в південній частині Красноярського краю. Адміністративний центр — смт Шушенське.

## Географія
Площа території - 10140 км².
Суміжні території:
- Північ: Мінусінський район
- Північний схід: Каратузький район
- Схід: Єрмаковський район
- Південь: Республіка Тива
- Захід: Республіка Хакасія

В районі розташована частина Саяно-Шушенського водосховища та річка Каринсуг, яка в нього впадає.